# Старопышминск
Старопышми́нск — посёлок в Берёзовском муниципальном округе Свердловской области России. С 1938 по 2004 год имел статус рабочего посёлка (посёлка городского типа).

## География
Старопышминск расположен к востоку от Уральских гор, на обоих берегах реки Пышмы, в 2 километрах ниже устья её правого притока — реки Шиловки и к западу от устья реки Мурзинки. Местность вокруг лесистая, кое-где встречаются невысокие скалистые горы, к западу и юго-западу от Старопышминска —поля. Посёлок находится к северо-востоку и востоку от Екатеринбурга (в 44 километрах по автодорогам от центра) и в 7 километрах на восток-север-восток от города Берёзовского (в 8 километрах по автодороге) от центра. Ближайшая железнодорожная станция Березит находится в 20 километрах от Старопышминска. В окрестностях посёлка расположены дачные участки и детские летние лагеря. На правом берегу Пышмы расположен ботанический и геоморфологический природный памятник скалы Старопышминские — комплекс степной флоры и остепненные боры на скалистых обнажениях змеевиков Пышминского габбрового массива.

## История
Старопышминск старше города Берёзовского на 88 лет. В географическом словаре XVIII века есть запись: «Село Пышминское Пермской губернии Екатеринбургского уезда в 20-ти верстах от уездного города при реке Пышме. Основано в 1660 году и имело острог».
В 1693 году село было заселено сосланными по приказу Петра I опальными стрельцами. Впоследствии здесь был построен медеплавильный завод. Известно, что верхотурский воевода поселил около реки Пышмы часть опальных стрельцов «с жёнками и чадами их на вольные земли и на вечные времена». Позже сюда были сосланы пленные шведы. Вот откуда пошли местные фамилии — Швецовы, Шведовы, Немтиновы (немтыми называли тех, кто говорил непонятно, с акцентом). А вот Устюжанины — потомки стрельцов (Устюжка — низменная заболоченная местность в Московской, Тверской губерниях). Почти сразу новосёлы стали гнать смолу, бондарничать, заниматься кузнечным ремеслом, а затем мыть золото.
С 1764 года село Пышминское изменило название на Пышминский Завод.
В первой половине XIX века действовала одна казённая школа, где обучалось 17 учеников. Госпиталя не было — ближайший был в Берёзовском Заводе.
С 1938 года Пышминский Завод именуется рабочим посёлком Пышминск. Приставка «Старо—» появилась позже, в 1945 году в знак уважения к почётному возрасту поселения.
В 1943 году Старопышминск стал посёлком городского типа. С 31 декабря 2004 года стал сельским населённым пунктом.

## Пышминский золотопромывальный завод
Найденная золотосодержащая руда на Берёзовском руднике для промывки и протолчки отвозилась на Берёзовский золотопромывальный завод, но из-за недостатка воды обрабатывались в небольшом количестве. Управление Уральских заводов решило при реке Пышме, довольно многоводной, устроить особый завод. В 1763 году было приступлено к устройству плотины, толчеи и промывальни под руководством горного деятеля Н. Бахорева, а в 1764 году завод, названный по имени реки Пышминским, был пущен в действие. При заводе из ближайших селений поселились рабочие; ссылались сюда и преступники из разных местностей России.
С пуском завода добыча золота увеличилась в несколько раз.
В 1798 году стал действовать Пышминский золотой рудник.
В 1820-х годах по обеим сторонам реки Пышмы старателями открыта золотоносная россыпь. Месторождение дало свыше 100 пудов золота.
В 1890 году была построена механическая толчея для размалывания руды, но в 1898 году в связи с постройкой бегунной фабрики для измельчения руды Пышминская толчейня была закрыта как менее производительная.

## Пышминская стального дела фабрика
Пышминская стальная фабрика — первое в России предприятие, производившее сталь непосредственно из чугуна, минуя стадию по выковке железа.
Выбор места для строительства нового завода в августе 1783 года осуществлял член-корреспондент Академии наук Иван Филиппович Герман, а 16 декабря 1784 года он был назначен директором нового завода по указу императрицы Екатерины II. Пуск фабрики был осуществлён 10 мая 1785 года.
Сталь получали по технологии цементации железа, применявшаяся в Штирии (Австрия) на Штейермаркских стальных заводах. В качестве сырья использовали чугун Каменского завода.
Сталь, выплавленная на заводе, соответствовала иностранным образцам. В 1792 году под руководством И. Ф. Германа на заводе было организовано производство кос, которые до этого ввозились из-за границы. По определению Берг-коллегии, качество кос не отличалось от иностранным. На заводе ежегодно выпускалось около 4 тысяч пуд стали 16 сортов (полосовая, брусковая, шпажная и другая).
18 августа 1792 года завод сгорел, восстанавливать на старом месте не стали, а решили перенести производство в сентябре 1798 года на Нижнеисетский завод. Однако масштаб стального производства и сортамент изделий и качество восстановить не удалось.

## Сретенская церковь

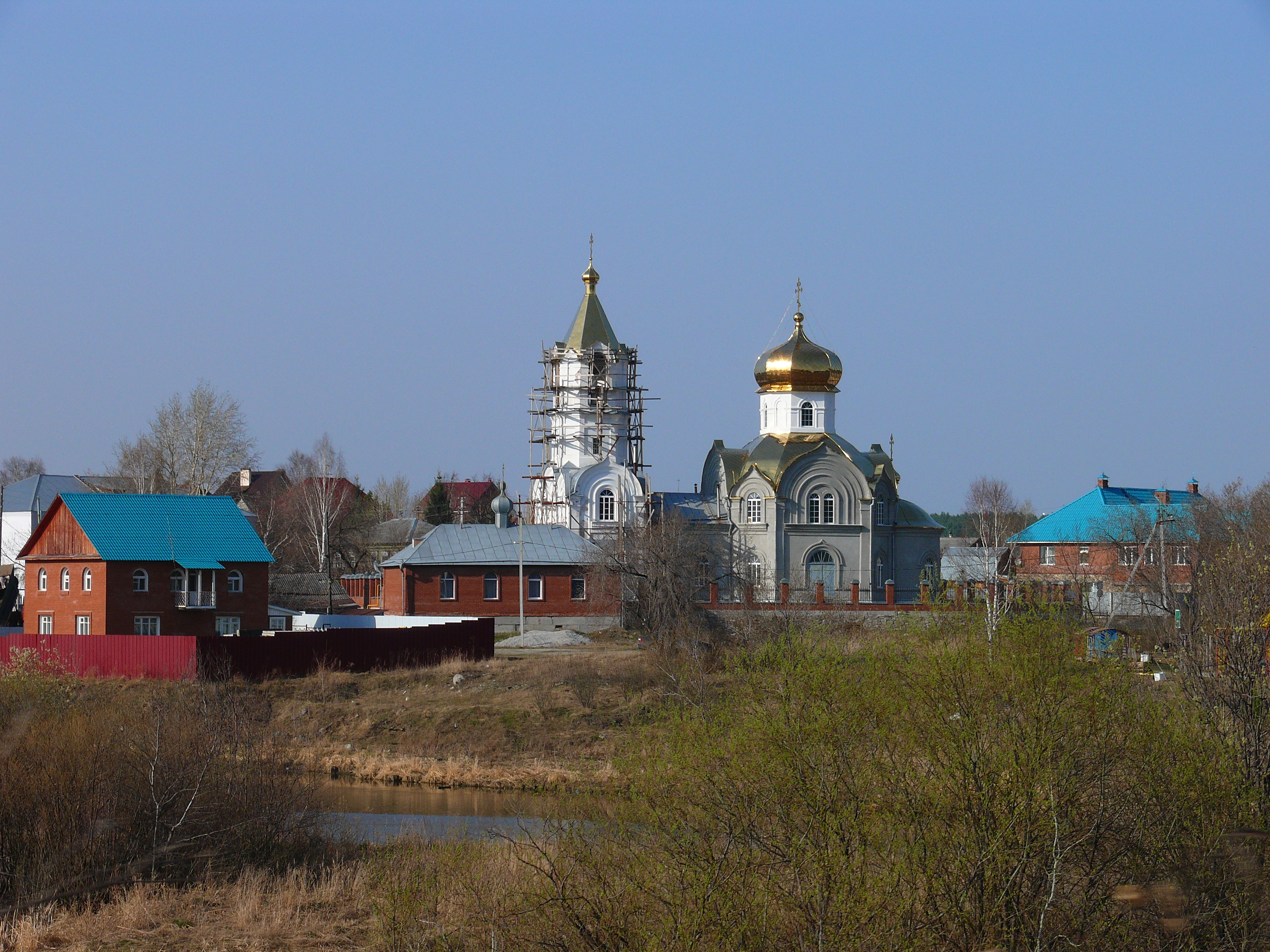
Церковь Сретения Господня

До 1765 года приход Пышминского завода относился к Екатерининскому собору города Екатеринбурга, а в 1765—1809 годах — к Трехсвятительской церкви Берёзовского завода.
По благословению епископа Пермского Иустина 17 марта 1809 года протоиереем Карпинским была заложена деревянная однопрестольная тёплая церковь с колокольней. 19 февраля 1810 года церковь была освящена в честь Сретения Господня отцом благочинным Иоанном Поповым. Храм строился на средства управителя Ивана Гавриловича Шевкунова и добровольные пожертвования всей Пермской епархии. Священные серебряные сосуды были заказаны в Москве, иконостас приобретён в екатеринбургской церкви Сошествия Святого Духа резной с позолотой, подновив его своими силами. К началу 1810 года строящийся храм имел также медные посеребренные крест, дароносицу и серебряное кадило; три колокола, самый большой из которых весил 4 пуда 13 фунтов. К 1828 году деревянное церковь была отштукатуренна внутри и снаружи, в церкви уже имелся серебряный напрестольный крест, кадило, медные подсвечники, лампады и паникадило. На колокольне находилось 6 колоколов общим весом 69 пудов. К 1836 году вокруг церкви была возведена деревянная ограда. Здание покрыли железной крышей, окрашенной малахитом. Для причта были отведены сенокосные угодья «на 50 копен». После строительства каменной церкви в 1882 году деревянную не разбирали, оставив приписной. Церковь была закрыта в 1938 году. Позднее она сгорела.
2 мая 1882 года благочинный отец Василий Луканин произвёл закладку каменной однопрестольной церкви. 5 июля 1887 года храм был освящён в честь Сретения Господня Екатеринбургским епископом Нафанаилом, и действовала до 22 ноября 1935 года. 7 марта 1941 года Свердловский облисполком решением № 633 удовлетворил ходатайство Пышминского сельсовета о закрытии церкви, а в здании разместили пионерский клуб. В 1989 году храм возвращён верующим и повторно освящён 21 сентября 1990 года. Здание церкви считается памятником архитектуры XIX века.

## Инфраструктура
Старопышминск — современный посёлок, в котором есть вся инфраструктура: дом культуры, школа, детский сад, магазины, пункт общеврачебной практики, стоматологический кабинет. В посёлке также работают отделения почты и банкомат.
Регулярно работает междугородный общественный транспорт, активной идёт строительство индивидуального благоустроенного жилья.
В настоящее время разработан, уже утверждено и построено по генеральному плану развития посёлка до 2030 года, который включит в себя строительство объектов соц-культурного быта, а именно детского сада, кроме: бани, гостиницы, новых очистных сооружений и прочего.
В Старопышминске работает военно-патриотический и спортивно-технический центр «Стрельбище».
В посёлке работает Берёзовский психоневрологический интернат.

## Достопримечательности
Возле местного кладбища был построен 13 декабря 1998 года малый одноглавый православный храм Архангела Михаила.
В 2004 году на лесистой горе Высокой, на правом берегу Пышмы, на месте, где в 1918 году был убит большевиками клирик Сретенского храма диакон Иоанн Плотников, установлен Поклонный крест и памятная плита подняться к поклонному кресту можно по обустроенной лестнице на склоне горы. У поклонного креста оборудована небольшая смотровая площадка. Выше поклонного креста на верху горы Высокая воздвигнут небольшой трёхглавый храм в честь иконы Божией матери "Умягчение злых сердец". У подножия горы Высокая находится купель обустроенная над святым источником иконы Божией Матери "Умягчение злых сердец".
На правом берегу реки Пышмы из скалы бьёт родник, который православные считают одним из чудес Урала.
Выше этого источника располагается особо охраняемая природная территория «Скалы Старопышминские и горные степи» — ботанико-геоморфологический памятник природы регионального назначения. Это комплекс редкой степной флоры с остепнёнными борами на скалистых обнажениях змеевиков Пышминского габбрового массива.

## Промышленность
Производство в посёлке: ООО асфальтобетонный завод «СОЮЗ», ООО «Астекхоум» (лесопильное производство), ООО «Уралспецтехника-М» (автосервис).

## Факты
В посёлке родился Герой Советского Союза Василий Леонтьев.

## Население
| 1873 | 1959  | 1970  | 1979  | 1989  | 2002  | 2010  |
| ---- | ----- | ----- | ----- | ----- | ----- | ----- |
| 1682 | ↗3676 | ↘2126 | ↘1731 | ↘1490 | ↗1707 | ↗1938 |

Численность населения Старопышминска на 2011 год составляла 2033 человека.